# 求肥

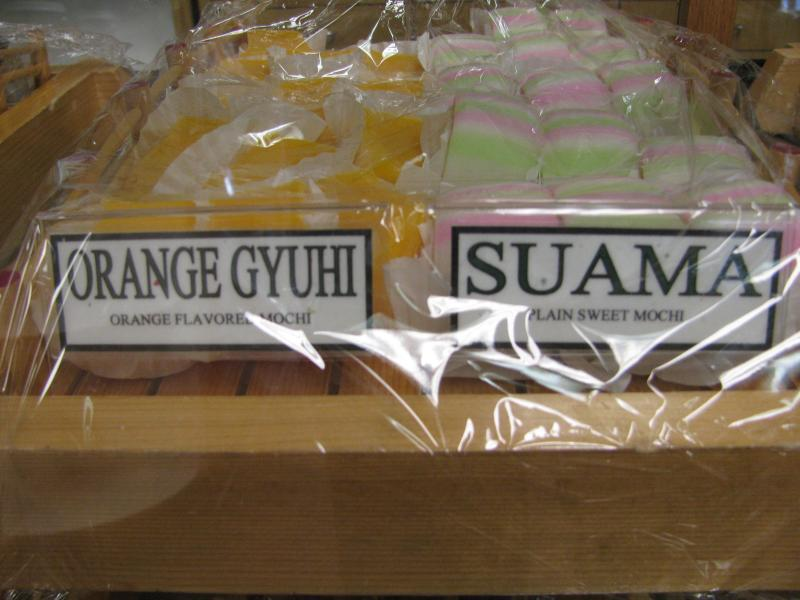
左が求肥、右はすあま

求肥（ぎゅうひ）は、和菓子の材料のひとつで、白玉粉または餅粉に砂糖や水飴を加えて練り上げたものである。牛皮や牛肥とも表記する。
また求肥（りゅうひ）は、酢で締めた白身魚やサーモンなどを専用の昆布で巻いたもので、京都のお節には欠かせないものである。「ぎゅうひ」とは読み方が異なるだけで同じ字面だが、ここでは触れない。

## 概要
蒸したもち米を搗くことで粘りを出す餅に対し、求肥は粉にしたもち米に水と砂糖を足して火にかけて練ることで粘りを出す。生地粉に対して大量の砂糖や水飴が使用されているため（白玉粉または餅粉1に対して砂糖2、水飴1の配合が多い）、糖のもつ保水性により製造してから時間が経過しても柔らかく、食べる際の加熱調理が不要である。和菓子やアイス菓子など、常温あるいは低温で食べる菓子類に広く利用されている。
中国において祭祀の時に捧げられる砂糖に澱粉を加えて煮て作る牛脾糖が原型とされ、日本への伝来当時は「牛皮」であったが、『和漢三才図会』には「わが国ではかつて畜肉を食べずに忌む。それで字も求肥と換えている」とされている。

## 製法
- - 白玉粉や餅粉など、もち米を挽いてできた粉に水分を加え軟らかく練り、そこへ砂糖や水飴を加えた後に加熱をしながら練る製法。
- 茹で練り
  - 白玉粉や餅粉などを練った後に茹で、その後砂糖などを加えて更に練る製法。
- 蒸し練り
  - 白玉粉や餅粉などを練った後に蒸し、その後砂糖などを加えて更に練る製法。水練りに比べて日持ちしやすい。

## 求肥を使った菓子
- 求肥そのものを菓子としたもの
  - 羽二重餅
- 求肥を作る際に食材を練り込み加えたもの
  - 吉備団子
  - バター餅
  - 乳団子 - 牛乳で味付けしたもの。
- 水飴を求肥で固めたもの
  - 朝鮮飴
  - ゆべし - 柚子で味付けしたもの。携帯保存食のゆべしとは別。
  - 兵六餅
  - ボンタンアメ - ボンタンで味付けしたもの。
- 餡を求肥で包んだもの（生地が軟らかいため、餡も軟らかく練る工夫がされている場合が多い）

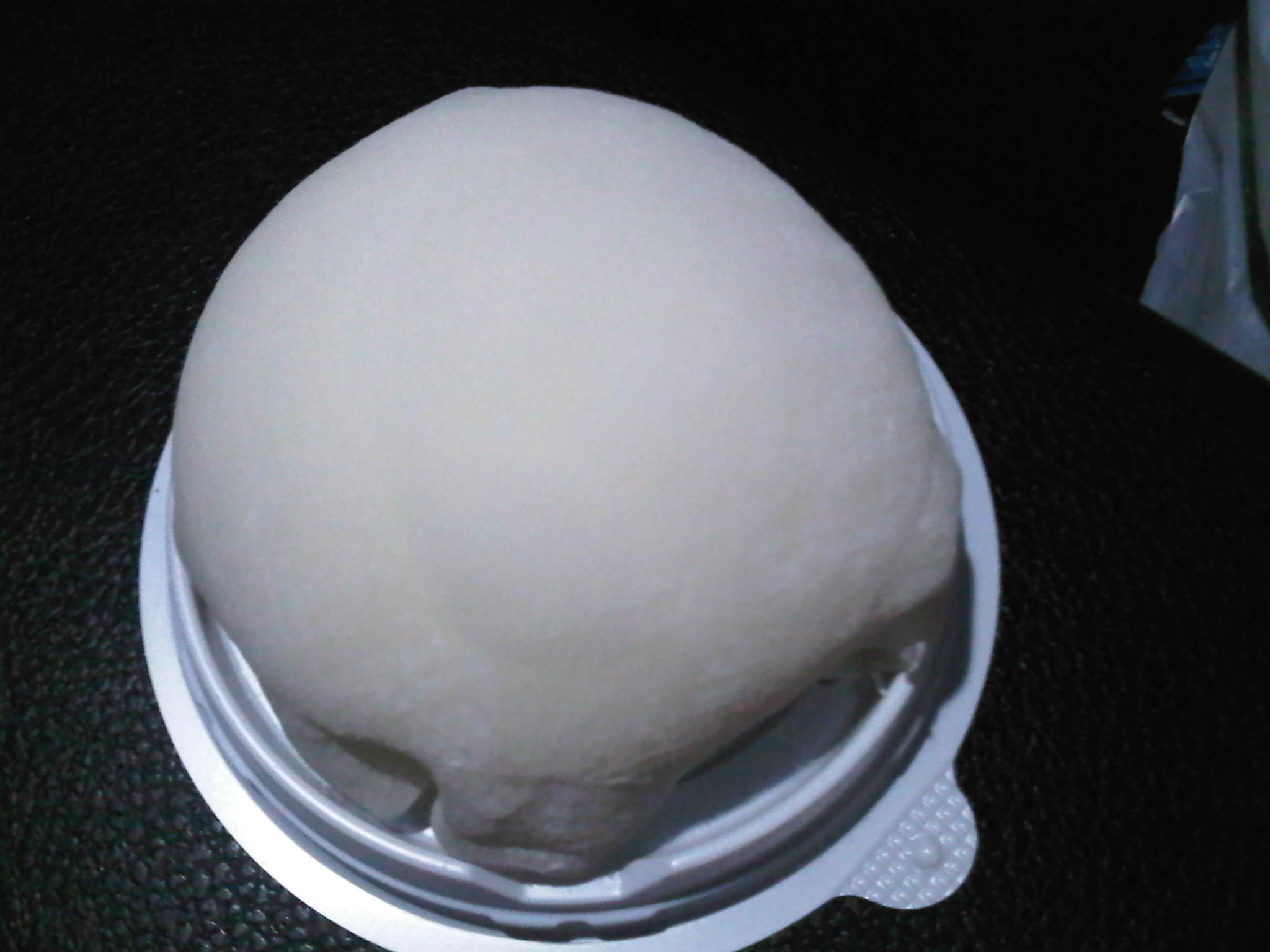
雪苺娘

  - 練り切り
  - 鶯餅
  - 菱葩餅
  - きよめ餅
  - 舌鼓

- 餡以外の食材を求肥で包んだもの
  - 雪見だいふく
  - 雪苺娘
- 求肥を餡で包んだもの
  - 誉の陣太鼓
- 小麦粉を焼いて作った皮で求肥をはさんだもの
  - 調布巻
  - 若鮎
  - あかまき
- 求肥を添えた甘味処のデザート
  - あんみつ
  - みつまめ